# Sylvia Scarlett
Sylvia Scarlett ist ein US-amerikanischer Spielfilm unter Regie von George Cukor aus dem Jahr 1935. Er basiert auf dem 1918 erschienenen Roman The Early Life and Adventures of Sylvia Scarlett des schottischen Schriftstellers Compton Mackenzie. Es war der erste von insgesamt vier Filmen, in denen Katharine Hepburn und Cary Grant gemeinsam auftraten.

## Handlung
Der vor kurzem verwitwete Buchhalter Henry Scarlett und seine Tochter Sylvia flüchten aus ihrer Heimatstadt Marseilles, nachdem herausgefunden wird, dass Henry Gelder hinterzogen hat. Sylvia schneidet sich die Haare ab und gibt sich fortan als Henrys Sohn Sylvester aus, damit die Polizei sie schwerer verfolgen kann. Auf der Überfahrt nach England treffen sie auf den charmanten Glücksspieler und Schwindler Jimmy Monkley, der die Scarletts im Zollbüro auffliegen lässt, damit er mit seinen geschmuggelten Diamanten leichter durch den Zoll kommt. Gleichzeitig wollte er ihnen eine Lektion erteilen, immer einen Schritt voraus zu sein. Die Scarletts und Jimmy freunden sich an, wobei er fortan denkt, dass es sich bei Sylvester tatsächlich um einen jungen Mann handelt.
In London versucht das Trio mit zwielichtigen Tricks Geld zu erwirtschaften, bleibt aber erfolglos. Eines Abends besuchen Jimmy und Henry das Haus eines reichen Ehepaares, von dem sie durch die Zeitung erfahren haben, dass es abwesend ist. Sie versuchen das Dienstmädchen Maudie auszutricksen, damit sie ihnen das wertvolle Halsband ihrer Hausherrin gibt. Aber Sylvester taucht auf, klärt die Betrügereien auf und fordert von Jimmy und ihrem Vater, zukünftig ehrenhaftere Wege des Geldverdienens zu beschreiten. Maudie schließt sich den dreien an und da sie gerne Theaterschauspielerin wäre, kaufen sie einen Tourneewagen und ziehen als die Pink Pierrots durch England. Henry und Maudie heiraten nach kurzer Zeit.
In einem Dorf in Cornwall lernen die Pink Pierrots Michael Fane kennen, einen jungen, bohèmisch lebenden Künstler. Sylvia alias Scarlett fühlt sich sofort zu ihm hingezogen und stiehlt am Strand ein Frauenkleid, um in ihrer wahren Erscheinung vor Michael zu treten. Dieser ist von ihrem plötzlichen Geschlechtswandel fasziniert und zeigt Interesse an ihr. Allerdings ist er in einer turbulenten Beziehung mit der russischen Aristokratin Lily, die alle Spielarten der Liebe kennt und Sylvia von Michael fernzuhalten weiß. Unterdessen eskaliert der Ehestreit zwischen Henry und Maudie, die einen Flirt mit einem reichen Mann eingegangen ist. Als sie ihn nachts verlässt, rennt Henry ihr hinterher – am nächsten Morgen finden Jimmy und Sylvia ihn tot unter einer Felsklippe. Ob er sich umgebracht hat oder es ein Unfall war, bleibt ungeklärt.
Jimmy ist sehr beeindruckt davon, dass es sich bei „Sylvester“ um eine Frau handelt, und bekundet nun an ihr romantisches Interesse. Wenig später will sich Lily in der See ertränken, wird aber von Jimmy und Sylvia gerettet. Sylvia glaubt, dass Lily aufgrund ihrer Liebe Michael den Suizid begehen wollte, und verständigt ihn. In der Zwischenzeit sind aber Jimmy und Lily gemeinsam abgehauen. Michael und Sylvia verfolgen die beiden, da sie meinen, dass der jeweils andere zu Lily beziehungsweise Jimmy gehört. Nachdem Michael und Sylvia zwischenzeitlich aufgrund zu schnellen Fahrens im Gefängnis gelandet sind, spüren sie die beiden doch noch im Zug auf. Sie merken allerdings, dass sie beide ineinander verliebt sind, und verlassen den Zug wieder. Unklar bleibt dabei, ob Jimmy nur aus Rücksichtslosigkeit mit Lily geflohen ist oder Sylvia ihre Chance auf Michael ermöglichen wollte.

## Hintergrund
Sylvia Scarlett ist der erste und zugleich bis heute unbekannteste der vier gemeinsamen Filme von Cary Grant und Katharine Hepburn. Es folgten Die Schwester der Braut, Leoparden küßt man nicht (beide 1938) und Die Nacht vor der Hochzeit (1940), die allesamt zu Filmklassikern wurden.
In kleinen, im Vorspann ungenannten Rollen wirkten unter anderem die Schauspieler E. E. Clive, Olaf Hytten, Leonard Mudie, Lionel Pape, Lennox Pawle und Michael Visaroff mit. Dennie Moore und Natalie Paley blieben ebenfalls in den Credits unerwähnt, obwohl sie Nebenrollen von erheblicher Größe innehatten. Für die russische Fürstentochter Paley, eine als Model arbeitende Cousine von Zar Nikolaus II., war Lily ihre einzige Rolle in einem amerikanischen Film. Kurioserweise ist Paleys Kostümbildner Bernard Newman im Gegensatz zu ihr im Vorspann genannt. Für Hepburn schuf Muriel King die Kostüme. Das Szenenbild verantworteten Van Nest Polglase und Sturges Carne.

## Kritiken
Sylvia Scarlett war damals ein Fiasko, er konnte seine Produktionskosten von rund einer Million US-Dollar nicht einspielen und wurde von vielen Kritikern zerrissen. Das damalige Testpublikum schrieb teilweise wütende Rezensionen. Hepburn kritisierte Jahrzehnte später, dass die Handlung des Filmes kein klar erkennbares Ziel gehabt hätte.
Erst seit den 1970er-Jahren erfährt der Film gesteigerte Resonanz, zuletzt insbesondere unter den Aspekten wie Gender und Queerness. Der Kritiker Emmanuel Levy bezeichnete ihn als einen der „persönlichsten and eigenwilligsten Filme“ von Cukor, der seiner Zeit voraus gewesen sei und heute als Underground-Kultfilm gelten könne.
Jonathan Rosenbaum sah ihn im Chicago Reader gar als den „interessantesten und wagemutigsten“ Film, den Cukor je gemacht habe, und es handele sich um einen der „poetischsten, magischsten und einfallsreichsten Hollywood-Filme seiner Ära“. Der Film lebe von seiner sexuellen Ambivalenz, da Hepburn als Junge bei den Figuren von Cary Grant, Brian Aherne und Dennie Moore Interesse wecke. Die „Genrewechsel entsprechen den Geschlechterwechseln“, denn der Film wechsele – wie später viele Filme der Nouvelle Vague – alle paar Minuten seinen Ton: „von der Farce zur Tragödie zur Romanze zum Krimithriller“. Dennoch halte die talentierte Besetzung den Film zusammen, so Rosenbaum.